# Lista episoadelor din Hell on Wheels
Hell on Wheels este un serial TV american western. Prezintă construcția primei căi ferate americane transcontinentale de-a lungul Statelor Unite de către compania Union Pacific Railroad. În rolurile principale joacă Colm Meaney, Common și Dominique McElligott. În particular, povestea se concentrează asupra unui fost soldat confederat (interpretat de Anson Mount) care, în timp ce lucrează ca maistru și șef de șantier pentru căile ferate, încearcă să-i găsească și să-i ucidă pe soldații unioniști care i-au violat și ucis soția în timpul Războiului Civil American.
La 5 octombrie 2013, s-au difuzat în premieră 30 de episoade, câte 10 pe sezon. 

## Prezentare generală
| Sezon | Sezon | Episoade | Premiera TV        | Premiera TV         | Premiera DVD / Blu-ray | Premiera DVD / Blu-ray | Premiera DVD / Blu-ray |
| Sezon | Sezon | Episoade | Premiera sezonului | Sfârșitul sezonului | Regiunea 1             | Regiunea 2             | Regiunea 4             |
| ----- | ----- | -------- | ------------------ | ------------------- | ---------------------- | ---------------------- | ---------------------- |
|       | 1     | 10       | 6 noiembrie 2011   | 15 ianuarie 2012    | 15 mai 2012            | 27 iulie 2012          | 20 iunie 2012          |
|       | 2     | 10       | 12 august 2012     | 7 octombrie 2012    | 16 iulie 2013          | 10 iunie 2013          | 20 martie 2013         |
|       | 3     | 10       | 10 august 2013     | 5 octombrie 2013    | 15 iulie 2014          | TBA                    | 25 iunie 2014          |
|       | 4     | 13       | 2 august 2014      | 22 noiembrie 2014   | TBA                    | TBA                    | TBA                    |

## Episoade

### Sezonul 1 (2011–12)
| Nr. în serial | Nr. în sezon | Titlu                           | Regia             | Scenariu                 | Premiera TV       | Cod producție | Audiență SUA (milioane) |
| ------------- | ------------ | ------------------------------- | ----------------- | ------------------------ | ----------------- | ------------- | ----------------------- |
| 1             | 1            | „Pilot”                         | David Von Ancken  | Tony Gayton & Joe Gayton | 6 noiembrie 2011  | 101           | 4.36                    |
| 2             | 2            | „Immoral Mathematics”           | David Von Ancken  | Tony Gayton & Joe Gayton | 13 noiembrie 2011 | 102           | 3.84                    |
| 3             | 3            | „A New Birth of Freedom”        | Phil Abraham      | John Shiban              | 20 noiembrie 2011 | 103           | 3.52                    |
| 4             | 4            | „Jamais Je Ne T'oublierai”      | Alex Zakrzewski   | Jami O'Brien             | 27 noiembrie 2011 | 104           | 3.28                    |
| 5             | 5            | „Bread and Circuses”            | Adam Davidson     | Mark Richard             | 4 decembrie 2011  | 105           | 2.70                    |
| 6             | 6            | „Pride, Pomp, and Circumstance” | Michael Slovis    | Bruce Marshall Romans    | 11 decembrie 2011 | 106           | 2.15                    |
| 7             | 7            | „Revelations”                   | Michelle MacLaren | Tony Gayton & Joe Gayton | 18 decembrie 2011 | 107           | 2.27                    |
| 8             | 8            | „Derailed”                      | David Von Ancken  | Mark Richard             | 1 ianuarie 2012   | 108           | 2.51                    |
| 9             | 9            | „Timshel”                       | John Shiban       | John Shiban              | 8 ianuarie 2012   | 109           | 2.29                    |
| 10            | 10           | „God of Chaos”                  | David Von Ancken  | Tony Gayton & Joe Gayton | 15 ianuarie 2012  | 110           | 2.84                    |

### Sezonul 2 (2012)
Hell on Wheels (sezonul 2)

### Sezonul 3 (2013)
Hell on Wheels (sezonul 3)

### Sezonul 4 (2014)
Sezonul 4 a avut premiera la 2 august 2014.
| Nr. în serial | Nr. în sezon | Titlu                    | Regia          | Scenariu                       | Premiera TV        | Cod producție | Audiență SUA (milioane) |
| ------------- | ------------ | ------------------------ | -------------- | ------------------------------ | ------------------ | ------------- | ----------------------- |
| 31            | 1            | „The Elusive Eden”       | Neil LaBute    | Mark Richard                   | 2 august 2014      | 401           | 2.42                    |
| 32            | 2            | „Escape From the Garden” | Neil LaBute    | Mark Richard                   | 9 august 2014      | 402           | 1.98                    |
| 33            | 3            | „Chicken Hill”           | Dennie Gordon  | John Wirth                     | 16 august 2014     | 403           | 2.17                    |
| 34            | 4            | „Reckoning”              | Dennie Gordon  | Jennifer Cecil                 | 23 august 2014     | 404           | 2.08                    |
| 35            | 5            | „Life's a Mystery”       | David Straiton | Mark Richard & Thomas Brady    | 30 august 2014     | 405           | 1.78                    |
| 36            | 6            | „Bear Man”               | Clark Johnson  | Max Hurwitz                    | 6 septembrie 2014  | 406           | 2.15                    |
| 37            | 7            | „Elam Ferguson”          | Rod Lurie      | Mark Richard & Tom Brady       | 13 septembrie 2014 | 407           | 2.18                    |
| 38            | 8            | „Under Color of Law”     | Michael Nankin | John Romano                    | 20 septembrie 2014 | 408           | 2.02                    |
| 39            | 9            | „Two Trains”             | Marvin V. Rush | Bruce Marshall Romans          | 27 septembrie 2014 | 409           | 2.30                    |
| 40            | 10           | „Return to Hell”         | Billy Gierhart | Jami O'Brien                   | 4 octombrie 2014   | 410           | 2.26                    |
| 41            | 11           | „Bleeding Kansas”        | Seith Mann     | Michael C. Martin & Jimmy Mero | 8 noiembrie 2014   | 411           | 1.89                    |
| 42            | 12           | „Thirteen Steps”         | Roxann Dawson  | Tom Brady                      | 15 noiembrie 2014  | 412           | 1.74                    |
| 43            | 13           | „Further West”           | Adam Davidson  | John Wirth & John Romano       | 22 noiembrie 2014  | 413           | 2.17                    |

## Legături externe
- Site web oficial
- „Hell on Wheels” la Internet Movie Database